# Дюрп, Филипп
Филипп Дюрп (фр. Philippe Durpes; род. 6 марта 1974, Капестерр-Бель-О) — гваделупский футболист, защитник.

## Карьера в клубах
За свою карьеру Дюрп выступал во французском чемпионате за «Ланс» и «Амьен», а в бельгийском за «Серкль Брюгге». Дебютировал 12 декабря 1992 года в матче против «Лиона» («Ланс» проиграл 0:3).
В Лиге 1 он сыграл всего 5 игр (все за «Ланс»), 10 матчей провёл в Лиге 2. В составе «Ланса» выиграл чемпионат Франции сезона 1997/98, а также в 1998 году вышел в финал Кубка Франции. За «Роморантан» выступал с 2003 по 2011 год.

## Карьера в сборной
Единственный матч за сборную Гваделупы он провёл 11 июня 2007 года против Коста-Рики на Золотом кубке КОНКАКАФ. Несмотря на то, что его сборная проиграла 0:1, она вышла в полуфинал и взяла бронзовые медали.